# Boën-sur-Lignon
Boën-sur-Lignon è un comune francese di 3 233 abitanti situato nel dipartimento della Loira della regione dell'Alvernia-Rodano-Alpi.
Il comune si è chiamato Boën fino al 1º agosto 2012

## Società

### Evoluzione demografica
Abitanti censiti